# خوسيه كرسبو
خوسيه كرسبو (بالإسبانية: José Crespo)‏ هو مجدف إسباني، ولد في 4 ديسمبر 1962.

## وصلات خارجية
- خوسيه كرسبو على موقع الاتحاد الدولي للتجديف (الإنجليزية)